# Trypogeus javanicus
Trypogeus javanicus (лат.) — вид жуков-усачей рода Trypogeus из подсемейства Dorcasominae. Юго-Восточная Азия: Индонезия (Ява).

## Описание
Среднего размера жуки-усачи (длина 9—16 мм, ширина в плечах до 3,8 мм), желтовато-коричневого цвета. Самец тёмный в бледном опушении. Желтоватая верхняя губа, наличник, скапус, надкрылья, передние и средние бедра. Жёлтые переднеспинка и брюшко. Лоб голый, морщинистый и пунктированный. Усики равны длине тела, 3-5 членики почти равны, 4-10 членики со слегка зазубренным внешним краем. Глаза с мелкой грануляцией, слабо выемчатые. Переднеспинка одета в плотный белый войлок, по форме субцилиндрическая, самая широкая часть находится перед серединой, по бокам два небольших боковых бугорка, дискальная область с четырьмя бугорками. Вид был впервые описан в 1925 году шведским энтомологом Пером Улофом Кристофером Ауривиллиусом (1843—1928), а его валидный статус был подтверждён в ходе ревизии, проведённой в 2015 году испанским энтомологом Эдуардом Вивесом (Eduard Vives, Museu de Ciuències Naturals de Barcelona, Террасса, Испания).